# Eikesdalsvatnet

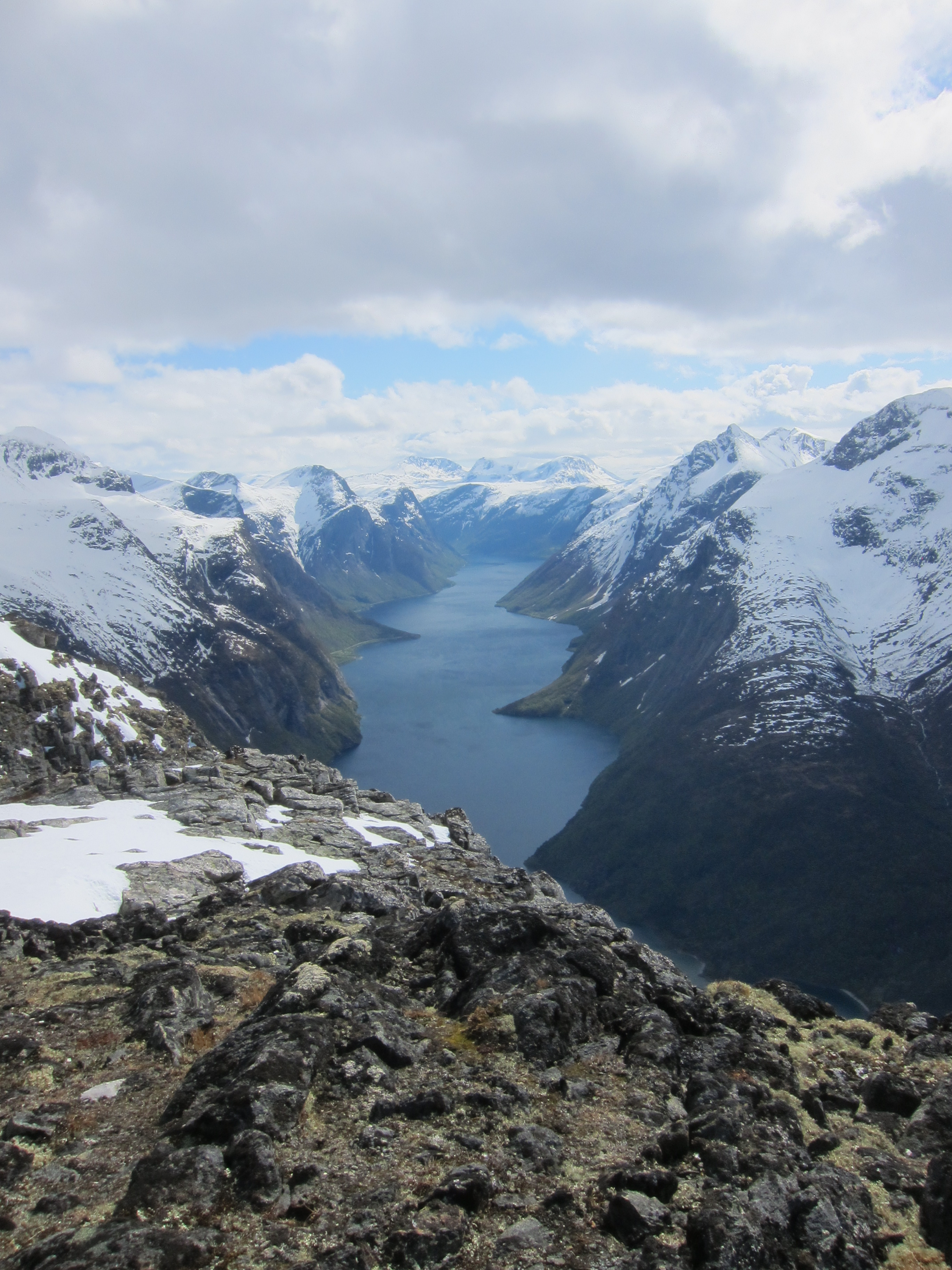
Eikesdalsvatnet från toppen av Goksøyra.

Eikesdalsvatnet är en insjö och före detta fjord i Molde kommun i Møre og Romsdal fylke i Norge. Sjön är långsmal och har en area på 23,25 km², vilket gör sjön till den största i Møre og Romsdal fylke. Avrinningsområdet täcker en yta på 1 093 km², och sjön ligger på höjden 22 meter över havet. Som djupast är sjön 155 meter djup, men den har ett medeldjup på 89 meter .
Till sjön finns flera inlopp, bland annat vattenfallet Mardalsfossen, ett av Europas högsta vattenfall, som är en del av vattendraget Mardøla. Fram till 1991, då fylkesväg 6012 förlängdes, var många av bosättningarna utmed sjön bara nåbara med båt. 

## Galleri

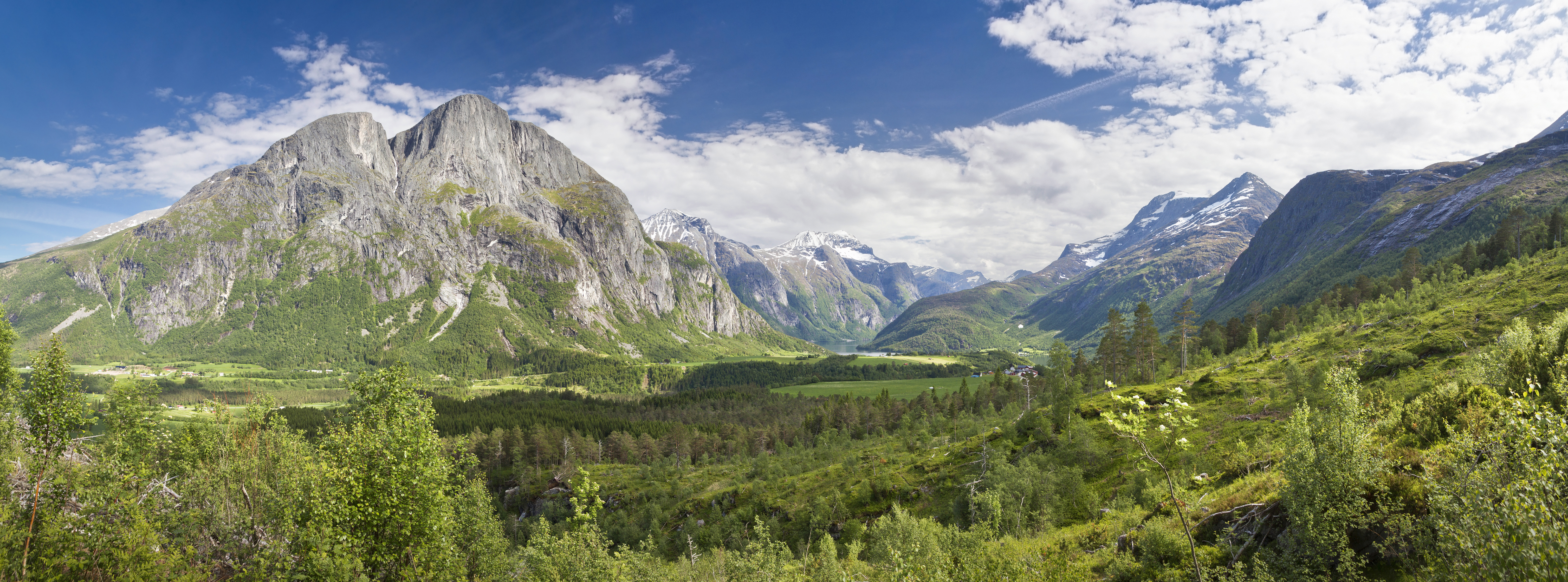
Vattendraget Eira, som är sjöns utlopp, rinner genom Eresfjord.
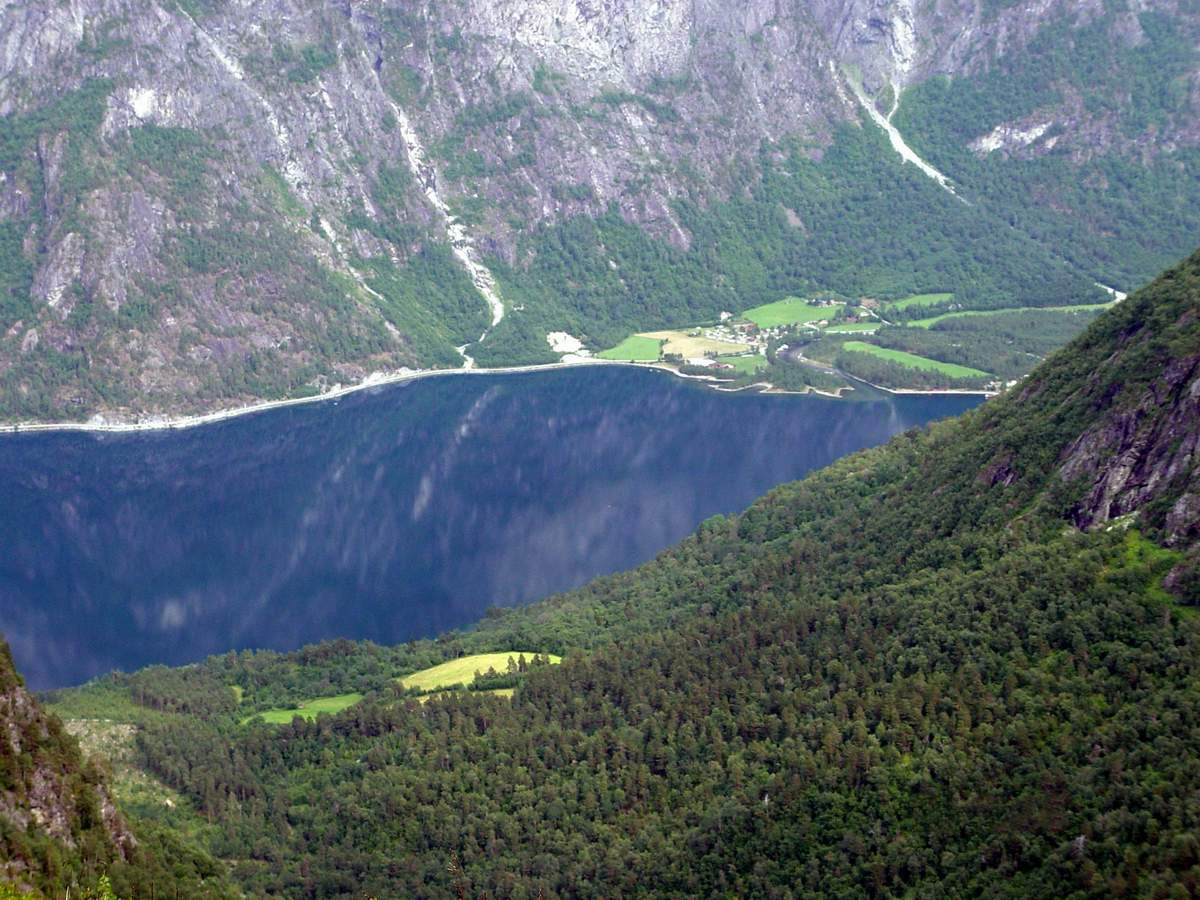
Auras inlopp i sjöns södra ände.
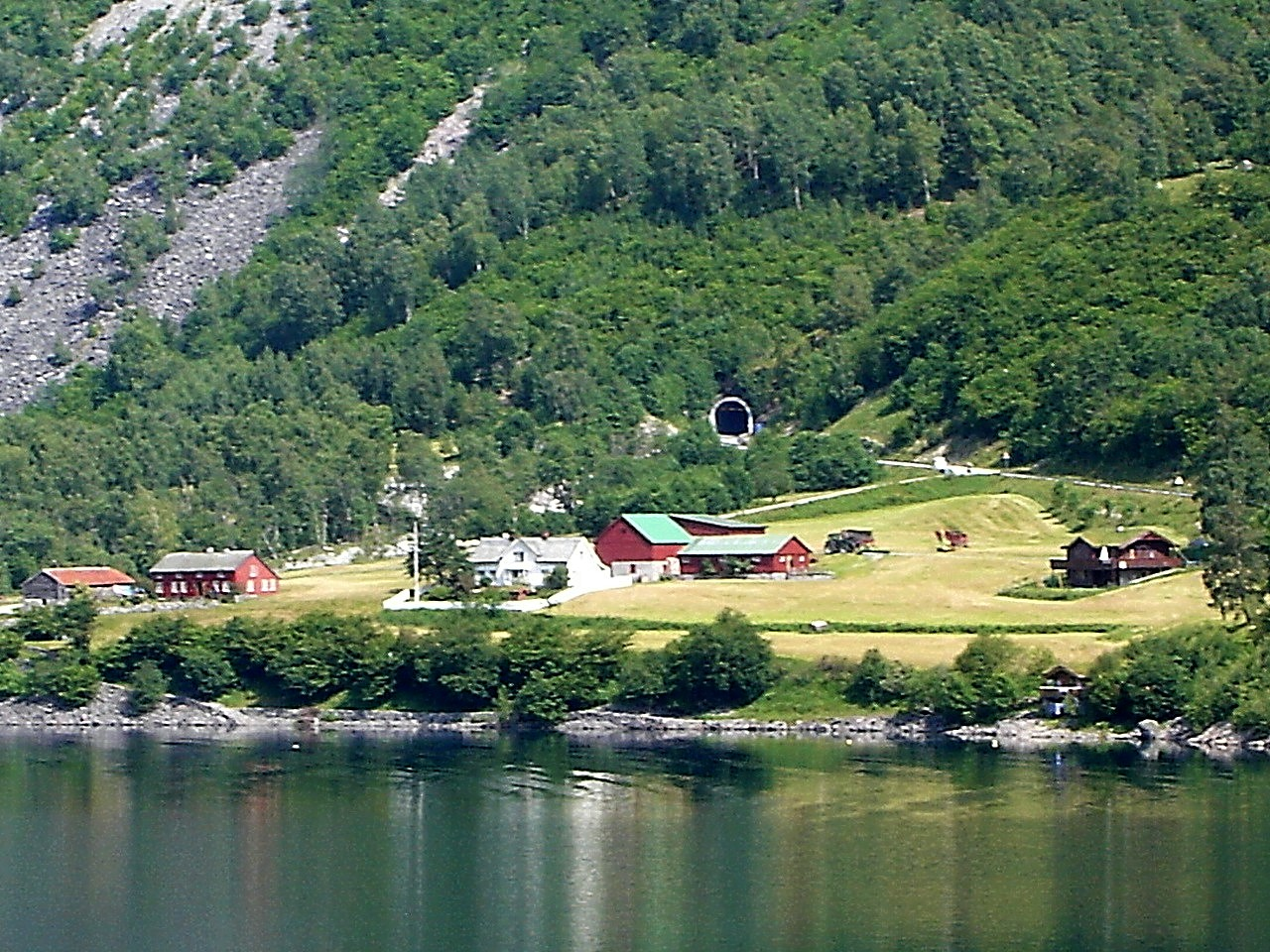
Viketunnelns öppning vid Vikeelvas inlopp i sjön.
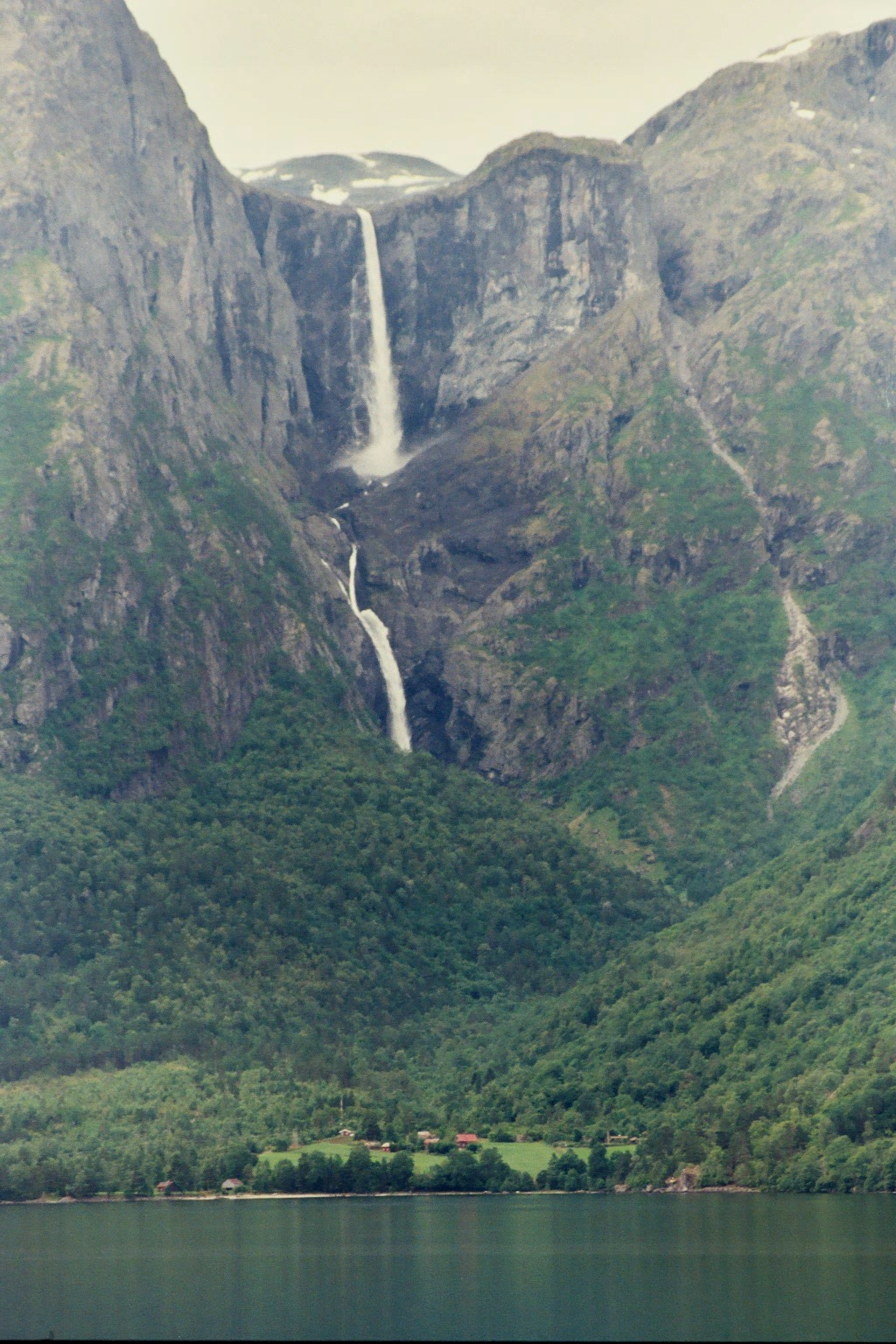
Mardalsfossen.
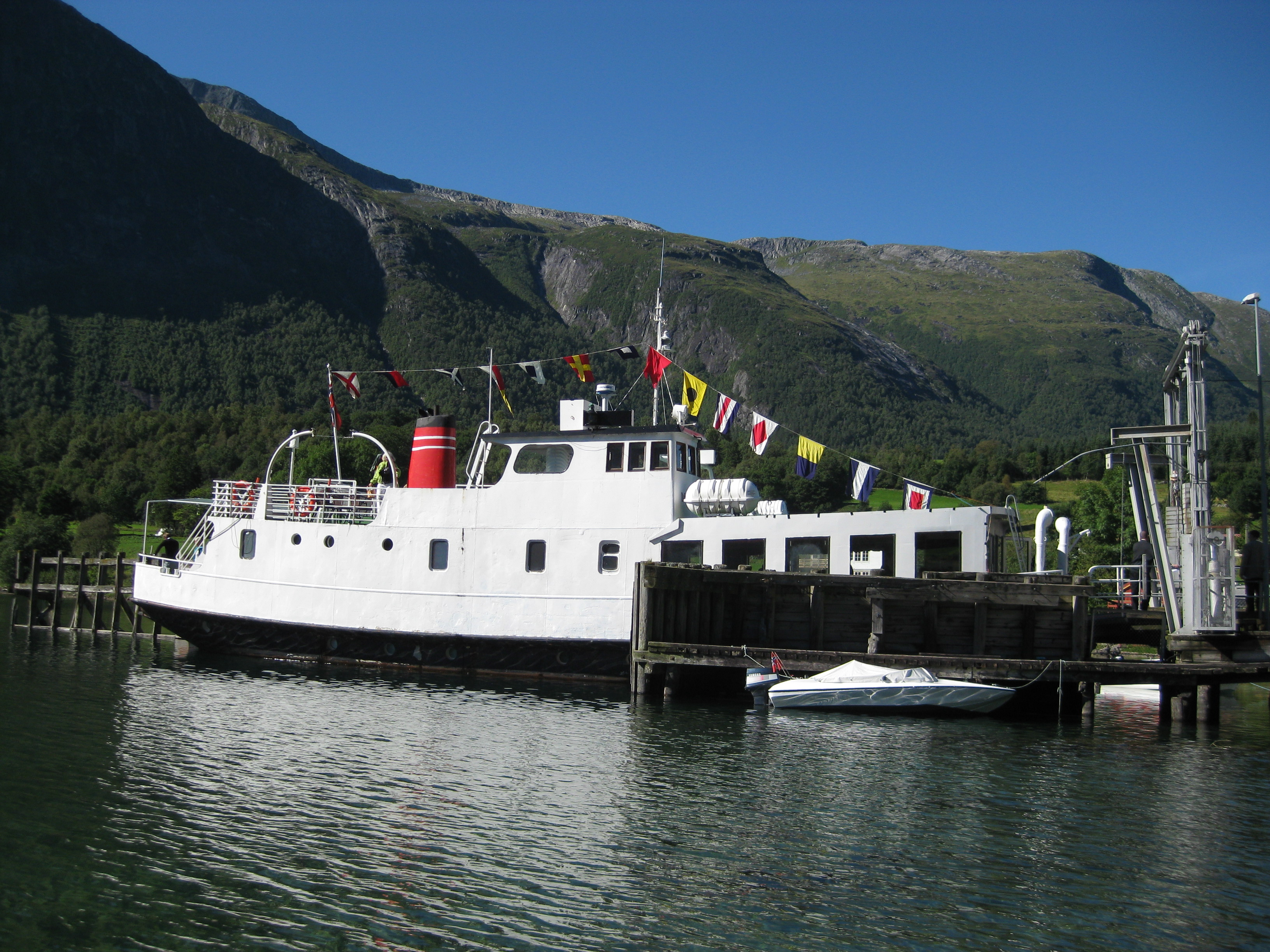
MF «Mardøla» vid kajen på Øverås.
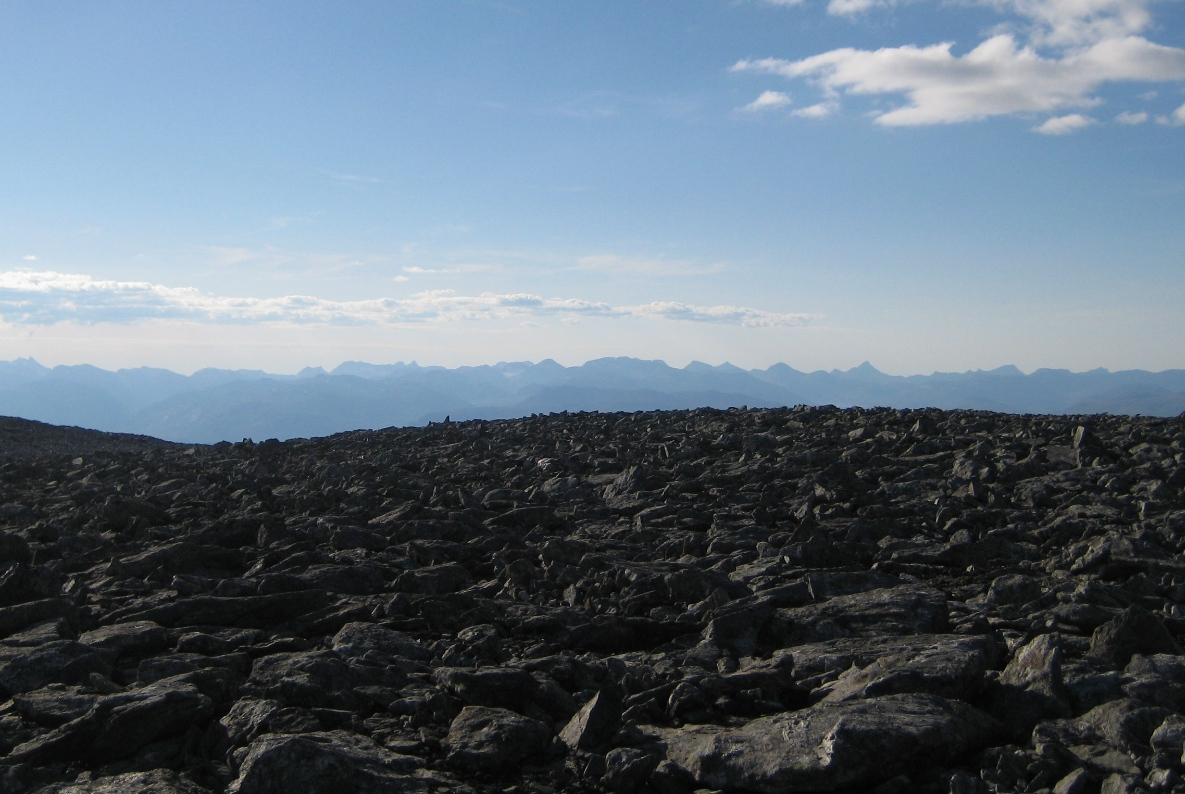
Fjällen vid sjön, sett från Sørhellhøi.